# John Mercado
John Anthony Mercado Cuero (Guayaquil, 3 giugno 2002) è un calciatore ecuadoriano, attaccante dello Sparta Praga.

## Carriera

### Club
Ha iniziato la sua carriera calcistica in Brasile con la maglia dell'Athl. Paranaense, dove ha debuttato il 3 marzo 2022 nell'incontro di Recopa Sudamericana perso 2-0 contro il Palmeiras. Il 25 giugno seguente ha debuttato anche in Série A contro il RB Bragantino e nel luglio seguente è stato ceduto in prestito al CSA fino a dicembre.
Nel gennaio del 2023 ha rescisso il contratto con il club rossonero ed ha firmato un contratto con i portoghesi del Vilafranquense. Il 2 aprile ha segnato il suo primo gol in carriera nel successo per 4-0 sul Nacional. 
Il 10 agosto 2025 si trasferisce allo Sparta Praga.

### Nazionale
Ha giocato nelle nazionali giovanili ecuadoriane Under-17 ed Under-20.
Il 6 settembre 2024 esordisce in nazionale maggiore nella sconfitta per 1-0 contro il Brasile.

## Statistiche

### Presenze e reti nei club
Statistiche aggiornate al 30 agosto 2024.
| Stagione        | Squadra          | Campionato      | Campionato | Campionato | Coppe nazionali | Coppe nazionali | Coppe nazionali | Coppe continentali | Coppe continentali | Coppe continentali | Altre coppe | Altre coppe | Altre coppe | Totale | Totale |
| Stagione        | Squadra          | Comp            | Pres       | Reti       | Comp            | Pres            | Reti            | Comp               | Pres               | Reti               | Comp        | Pres        | Reti        | Pres   | Reti   |
| --------------- | ---------------- | --------------- | ---------- | ---------- | --------------- | --------------- | --------------- | ------------------ | ------------------ | ------------------ | ----------- | ----------- | ----------- | ------ | ------ |
| 2022            | Athl. Paranaense | A/RJ+A          | 0+1        | 0          | CB              | 0               | 0               | CL                 | 0                  | 0                  | RS          | 1           | 0           | 2      | 0      |
| 2022            | CSA              | B               | 9          | 0          | CB              | 0               | 0               |                    | -                  | -                  |             | -           | -           | 9      | 0      |
| gen.-giu. 2023  | Vilafranquense   | LdH             | 13         | 2          | CP+CdL          | 0               | 0               |                    | -                  | -                  |             | -           | -           | 13     | 2      |
| 2023-2024       | AVS              | LdH             | 28+2       | 4+1        | CP+CdL          | 1+3             | 0+1             |                    | -                  | -                  |             | -           | -           | 34     | 5      |
| 2024-2025       | AVS              | PL              | 4          | 1          | CP+CdL          | 0               | 0               |                    | -                  | -                  |             | -           | -           | 4      | 1      |
| Totale carriera | Totale carriera  | Totale carriera | 57         | 8          |                 | 4               | 1               |                    | 0                  | 0                  |             | 1           | 0           | 62     | 9      |